# Procureur général du Massachusetts
Le procureur général du Massachusetts (en anglais : Massachusetts Attorney General) est un haut fonctionnaire élu, membre du gouvernement de l'État américain du Massachusetts. L'actuelle procureure générale est la démocrate, Andrea Campbell, en poste depuis 2023, succédant ainsi à Maura Healey.
Le procureur général est chargé de faire appliquer la loi dans l'État, il est également l'avocat du Massachusetts. Le bureau du procureur général est divisé en cinq branches d'activité : l'exécutif, les entreprises et la protection du travail, le droit pénal, le gouvernement et la protection du public. Le procureur général du Massachusetts est élu au suffrage universel direct pour un mandat de quatre ans renouvelable.

## Liste des procureurs généraux du Massachusetts
Procureurs généraux de la province de la baie du Massachusetts à partir de 1702, puis du Commonwealth du Massachusetts à partir de 1780.
| Procureur général        | Portrait | Mandat                    | Parti                 |
| ------------------------ | -------- | ------------------------- | --------------------- |
| Benjamin Bullivant       |          | 1686 – 1687               |                       |
| Giles Masters            |          | 1687 – 1687               |                       |
| James Graham             |          | 1687 – 1689               |                       |
| Anthony Checkley         |          | 1689 – 1702               |                       |
| Paul Dudley              |          | 1702 – 1718               |                       |
| John Valentine           |          | 1718 – 1720               |                       |
| Thomas Newton            |          | 1720 – 1721               |                       |
| Fonction vacante         |          | 1721 – 1722               |                       |
| John Overing             |          | 1722 – 1723               |                       |
| Fonction vacante         |          | 1723 – 1725               |                       |
| John Read                |          | 1725 – 1728               |                       |
| Joseph Hiller            |          | 1728 – 1729               |                       |
| John Overing             |          | 1729 – 1736               |                       |
| William Brattle          |          | 1736 – 1738               |                       |
| Edmund Trowbridge        |          | 1738 – 1767               |                       |
| Jeremiah Gridley         |          | 1767                      |                       |
| Fonction vacante         |          | 1767                      |                       |
| Jonathan Sewall          |          | 1767 – 1774               |                       |
| Fonction vacante         |          | 1774 – 1776               |                       |
| Benjamin Kent            |          | 1776 – 1777               |                       |
| Robert Treat Paine       |          | 1777 – 1790               |                       |
| James Sullivan           |          | 1790 – 1807               | Anti-administration   |
| Barnabas Bidwell         |          | 1807 – 1810               | Républicain-démocrate |
| Perez Morton             |          | 1810 – 1832               | Républicain-démocrate |
| James T. Austin          |          | 1832 – 1843               | National-républicain  |
| Fonction supprimée       |          | 1843 – 1849               |                       |
| John H. Clifford         |          | 1849 – 1853               | Whig                  |
| Rufus Choate             |          | 1853 – 1854               | Whig                  |
| John H. Clifford         |          | 1854 – 1858               | Whig                  |
| Stephen Henry Phillips   |          | 1858 – 1861               | Républicain           |
| Dwight Foster            |          | 1861 – 1864               | Républicain           |
| Chester I. Reed          |          | 1864 – 1867               | Républicain           |
| Charles Allen            |          | 1867 – 1872               | Républicain           |
| Charles R. Train         |          | 1872 – 1879               | Républicain           |
| George Marston           |          | 1879 – 1883               | Républicain           |
| Edgar J. Sherman         |          | 1883 – 1887               | Républicain           |
| Andrew J. Waterman       |          | 1887 – 1891               | Républicain           |
| Albert E. Pillsbury      |          | 1891 – 1894               | Républicain           |
| Hosea M. Knowlton        |          | 1894 – 1902               | Républicain           |
| Herbert Parker           |          | 1902 – 1906               | Républicain           |
| Dana Malone              |          | 1906 – 1911               | Républicain           |
| James M. Swift           |          | 1911 – 1914               | Républicain           |
| Thomas J. Boynton        |          | 1914 – 1915               | Démocrate             |
| Henry Converse Atwill    |          | 1915 – 1919               | Républicain           |
| Henry A. Wyman           |          | 1919 – 1920               | Républicain           |
| J. Weston Allen          |          | 1920 – 1923               | Républicain           |
| Jay R. Benton            |          | 1923 – 1927               | Républicain           |
| Arthur K. Reading        |          | 1927 – 1928               | Républicain           |
| Joseph E. Warner         |          | 1928 – 1935               | Républicain           |
| Paul A. Dever            |          | 1935 – 1941               | Démocrate             |
| Robert T. Bushnell       |          | 1941 – 1945               | Républicain           |
| Clarence A. Barnes       |          | 1945 – 1949               | Républicain           |
| Francis E. Kelly         |          | 1949 – 1953               | Démocrate             |
| George Fingold           |          | 1953 – 1958               | Républicain           |
| Edward J. McCormack, Jr. |          | 1958 – 1963               | Démocrate             |
| Edward Brooke            |          | 1963 – 1967               | Républicain           |
| Edward T. Martin         |          | 1967                      | Républicain           |
| Elliot L. Richardson     |          | 1967 – 1969               | Républicain           |
| Robert H. Quinn          |          | 1969 – 1975               | Démocrate             |
| Francis X. Bellotti      |          | 1975 – 1987               | Démocrate             |
| James Shannon            |          | 1987 – 1991               | Démocrate             |
| Scott Harshbarger        |          | 1991 – 1999               | Démocrate             |
| Thomas Reilly            |          | 1999 – 2007               | Démocrate             |
| Martha Coakley           |          | 2007 – 2015               | Démocrate             |
| Maura Healey             |          | 2015 – 2023               | Démocrate             |
| Andrea Campbell (en)     |          | depuis le 18 janvier 2023 | Démocrate             |